# Terme spectroscopique
En mécanique quantique, le terme spectroscopique d'un atome ou d'un ion mononucléaire polyélectronique représente l'ensemble des nombres quantiques associés aux moments cinétiques (orbital et de spin) pour une configuration électronique.

## Notation spectroscopique
- Le moment cinétique orbital total de tous les électrons (grandeur L, composante-z {\displaystyle M_{L}=\sum m_{l}} ) est représenté par une lettre :

- Le spin total (grandeur S, composante-z {\displaystyle M_{S}=\sum m_{s}} ) est noté plus simplement par la valeur de {\displaystyle S}. La quantité indiquée par le nombre {\displaystyle 2S+1} est appelée la multiplicité. Elle est notée en exposant à gauche : {\displaystyle ^{2S+1}L}. Elle représente le nombre de valeurs possibles de {\displaystyle M_{S}}. Par exemple, si S = 3/2 alors MS possède 2(3/2) + 1 = 4 valeurs possibles, à savoir MS = +3/2, +1/2, -1/2 et -3/2.

- Le moment cinétique total ( {\displaystyle J~}, nombre quantique associé à la projection de {\displaystyle {\vec {J}}={\vec {S}}+{\vec {L}}} ), est en indice : {\displaystyle ^{2S+1}L_{J}}.

## Détermination des termes spectroscopiques

### Terme spectroscopique fondamental
D'après les règles de Hund, le terme spectroscopique fondamental correspond aux valeurs de {\displaystyle S~} et de {\displaystyle L~} maximales, il peut être déterminé selon cette méthode :
- Les couches et sous-couches remplies ne contribuent pas aux moments cinétiques de spin et orbital, donc on ne les prend pas en compte. Si toutes les couches et sous-couches sont pleines, le terme spectroscopique fondamental est donc {\displaystyle ^{1}S_{0}} ( {\displaystyle S=0~} et {\displaystyle L=0~} donc {\displaystyle J=0~} ).

- Si la dernière sous-couche occupée n'est pas pleine, on remplit les orbitales, d'abord avec {\displaystyle m_{s}=1/2~} ( {\displaystyle \uparrow } ) et par ordre décroissant de {\displaystyle m_{l}~}, puis, si toutes les cases ont un électron, avec {\displaystyle m_{s}=-1/2~} ( {\displaystyle \downarrow } ), toujours dans le même ordre. Par exemple, pour {\displaystyle l=1~} (sous-couche {\displaystyle p~}) et pour 4 électrons,

- On calcule ensuite {\displaystyle S~} et {\displaystyle L~} pour cette configuration. Dans l'exemple ci-dessus, {\displaystyle S=+1~} et {\displaystyle L=+1~}.

- On calcule ensuite {\displaystyle J~} :
  - Si la sous-couche est moins qu'à moitié remplie, {\displaystyle J=|L-S|}.
  - Si la sous-couche est à moitié remplie, {\displaystyle L=0~} donc {\displaystyle J=S~}.
  - Si la sous-couche est plus qu'à moitié remplie, {\displaystyle J=L+S~}.

Dans l'exemple, la sous-couche est plus qu'à moitié remplie, donc {\displaystyle J=2~}.
Finalement, dans l'exemple étudié, le terme spectroscopique fondamental est {\displaystyle ^{3}P_{2}~}

### Pour une configuration électronique donnée
On peut aussi déterminer tous les termes spectroscopiques accessibles à une configuration électronique donnée :
- On représente dans un tableau tous les états possibles, par exemple, pour {\displaystyle l=1~} et pour 2 électrons :

On peut vérifier que tous les états possibles ont été dessinés, en effet il y en a au total {\displaystyle {2(2l+1) \choose e}}, où {\displaystyle e~} est le nombre d'électrons à placer.
- On calcule {\displaystyle M_{S}~} et {\displaystyle M_{L}~} pour chacun des états possibles :

- On compte le nombre d'états pour chaque valeur de {\displaystyle M_{L}-M_{S}~}, par exemple dans un tableau :

- Enfin, on extrait de ce tableau des sous-tableaux de taille {\displaystyle (2L+1)\times (2S+1)} ne contenant que des 1, et on en déduit pour chaque tableau le ou les termes spectroscopiques correspondants :

{\displaystyle {\begin{array}{|c||c|c|c|}\hline &M_{S}=1&M_{S}=0&M_{S}=-1\\\hline M_{L}=1&1&1&1\\\hline M_{L}=0&1&1&1\\\hline M_{L}=-1&1&1&1\\\hline \end{array}}} {\displaystyle L=1~} et {\displaystyle S=1~} donc {\displaystyle J=0,1,2~} : termes {\displaystyle ^{3}P_{0,1,2}}.
{\displaystyle {\begin{array}{|c||c|}\hline &M_{S}=0\\\hline M_{L}=2&1\\\hline M_{L}=1&1\\\hline M_{L}=0&1\\\hline M_{L}=-1&1\\\hline M_{L}=-2&1\\\hline \end{array}}} {\displaystyle L=2~} et {\displaystyle S=0~} donc {\displaystyle J=2~} : terme {\displaystyle ^{1}D_{2}}.
{\displaystyle {\begin{array}{|c||c|}\hline &M_{S}=0\\\hline M_{L}=0&1\\\hline \end{array}}} {\displaystyle L=0~} et {\displaystyle S=0~} donc {\displaystyle J=0~} : terme {\displaystyle ^{1}S_{0}}.